# Ronde van Vlaanderen 2012
Op 1 april 2012 werd de 96e editie van de wielerwedstrijd Ronde van Vlaanderen gereden.

## Mannen
De wedstrijd werd gewonnen door de Belg Tom Boonen, die met zijn overwinning Nick Nuyens opvolgde.

### Parcours
Onder impuls van organisator Flanders Classics werd het parcours van de wedstrijd grondig hertekend ten opzichte van dat van de voorgaande decennia. Men wou de wedstrijd meer richten op de stad Oudenaarde in de Vlaamse Ardennen met de bedoeling de wedstrijd beter in te kaderen en een spannender wedstrijdverloop te creëren. De aankomst werd verplaatst van Meerbeke naar Oudenaarde. Door deze verplaatsing viel de Muur van Geraardsbergen, die zich relatief ver van Oudenaarde bevindt, uit het parcours. In plaats van de traditionele finale met de Muur en de Bosberg als afsluiter, werden de Paterberg en de Oude Kwaremont elk driemaal beklommen in de finale van 'Vlaanderens mooiste'.

### Deelnemende ploegen
| 18 UCI World Tour-ploegen | 18 UCI World Tour-ploegen | 18 UCI World Tour-ploegen | 7 wildcards                   |
| ------------------------- | ------------------------- | ------------------------- | ----------------------------- |
| AG2R-La Mondiale          | Lampre-ISD                | Sky ProCycling            | Argos-Shimano                 |
| Astana Pro Team           | Liquigas-Cannondale       | Team Garmin-Sharp         | Topsport Vlaanderen-Mercator  |
| BMC Racing Team           | Lotto-Belisol             | Team Katjoesja            | Landbouwkrediet-Euphony       |
| Euskaltel-Euskadi         | Omega Pharma-Quick Step   | Team Movistar             | Accent.Jobs-Willems Veranda's |
| FDJ-BigMat                | Rabobank                  | Saxo Bank-Tinkoff Bank    | Europcar                      |
| Orica-GreenEdge           | RadioShack-Nissan-Trek    | Vacansoleil-DCM           | Farnese Vini–Selle Italia     |
|                           |                           |                           | Team NetApp                   |

#### Hellingen
In totaal werden 16 hellingen opgenomen in het parcours:
| Nummer | Naam             | Kilometer | Bestrating | Lengte (m) | Gemiddelde helling |
| ------ | ---------------- | --------- | ---------- | ---------- | ------------------ |
| 1      | Taaienberg       | 109       | kasseien   | 530        | 6,6%               |
| 2      | Eikenberg        | 115       | kasseien   | 1300       | 6,2%               |
| 3      | Molenberg        | 129       | kasseien   | 463        | 7%                 |
| 4      | Rekelberg        | 144       | asfalt     | 800        | 4%                 |
| 5      | Berendries       | 147       | asfalt     | 940        | 7%                 |
| 6      | Valkenberg       | 155       | asfalt     | 540        | 8,1%               |
| 7      | Oude Kwaremont   | 177       | kasseien   | 2200       | 4%                 |
| 8      | Paterberg        | 181       | kasseien   | 360        | 12,9%              |
| 9      | Koppenberg       | 188       | kasseien   | 600        | 11,6%              |
| 10     | Steenbeekdries   | 193       | kasseien   | 700        | 5,3%               |
| 11     | Kruisberg/Hotond | 208       | asfalt     | 2500       | 5%                 |
| 12     | Oude Kwaremont   | 218       | kasseien   | 2200       | 4%                 |
| 13     | Paterberg        | 222       | kasseien   | 360        | 12,9%              |
| 14     | Hoogberg/Hotond  | 229       | asfalt     | 3000       | 3,5%               |
| 15     | Oude Kwaremont   | 238       | kasseien   | 2200       | 4%                 |
| 16     | Paterberg        | 242       | kasseien   | 360        | 12,9%              |

#### Kasseistroken
Naast de hellingen met kasseibestrating werden nog 8 vlakke kasseistroken opgenomen in het parcours.
| Nummer | Naam             | Kilometer | Lengte (m) |
| ------ | ---------------- | --------- | ---------- |
| 1      | Huisepontweg     | 91        | 1800       |
| 2      | Doorn            | 94        | 2000       |
| 3      | Holleweg         | 117       | 1500       |
| 4      | Ruitersstraat    | 118       | 800        |
| 5      | Kerkgate         | 122       | 1500       |
| 6      | Paddestraat      | 134       | 2300       |
| 7      | Mariaborrestraat | 192       | 2000       |
| 8      | Donderij         | 195       | 800        |

### Wedstrijdverloop

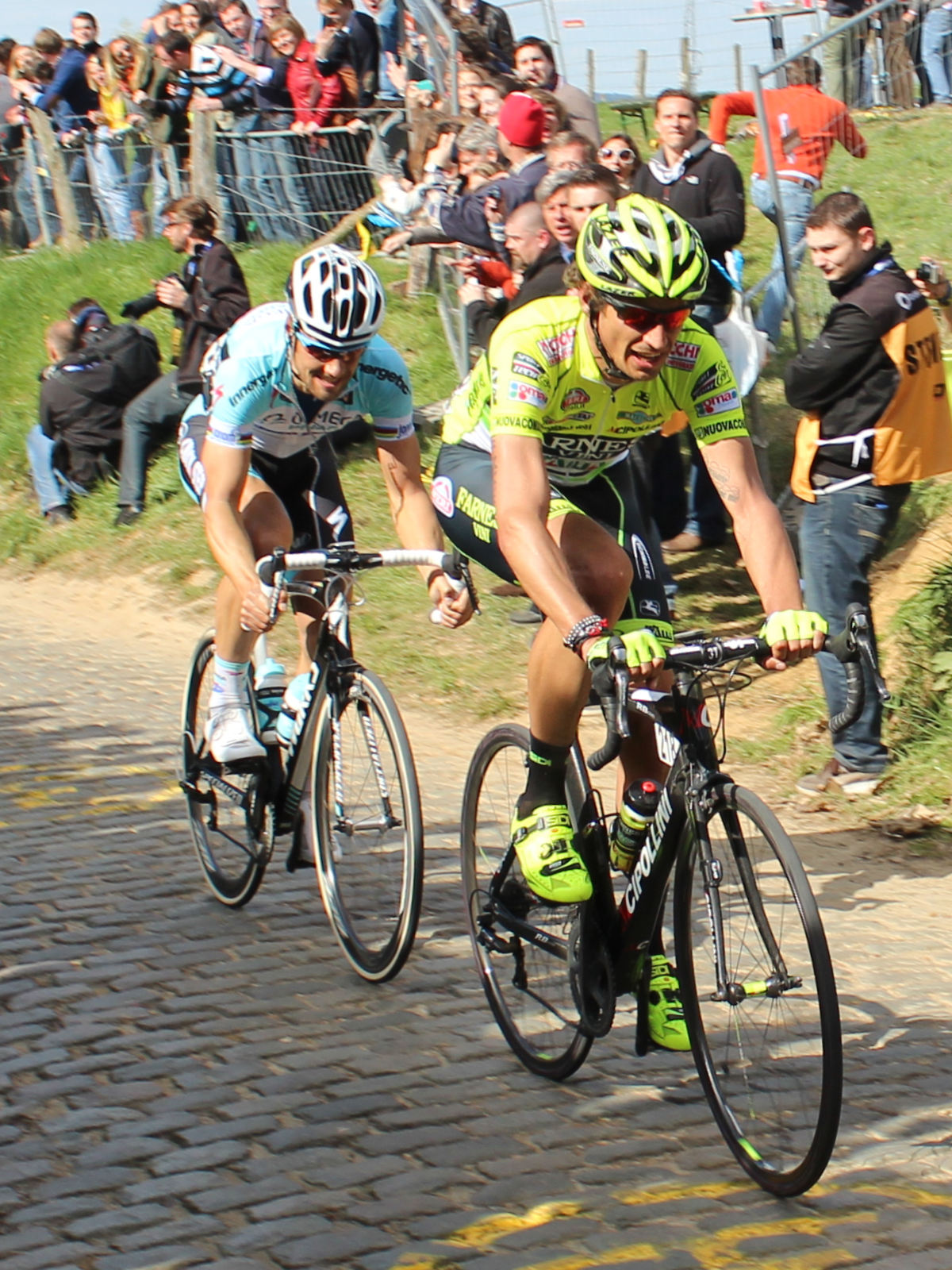
Pozzato, met Boonen in het wiel bij de derde beklimming van de Oude Kwaremont

Deze editie startte met een groep van 15 vluchters waaronder onder meer Pablo Lastras, Maarten Tjallingii en Tyler Farrar. Omega Pharma-Quick Step onder leiding van ploegleider Wilfried Peeters vond dit toch wel een gevaarlijk grote groep en zette al gauw de achtervolging in. Na een goede 115 km koers reed topfavoriet Fabian Cancellara lek, maar kwam gauw terug. Bij de beklimming van de Molenberg moest tweevoudige winnaar Stijn Devolder passen.
Een groot peloton haalde de eerste beklimming van de Oude Kwaremont, waar een eerste schifting viel. Bij de bevoorrading na 190 km koers kwam de Zwitserse topfavoriet Fabian Cancellara ten val en brak zijn sleutelbeen.
Aan de voet van de tweede beklimming van de Paterberg viel Johan Vansummeren en hinderde hiermee een groot stuk van het peloton, wat een select groepje voorop bracht met onder meer Tom Boonen, Niki Terpstra, Sylvain Chavanel, Alessandro Ballan, Sep Vanmarcke en Peter Sagan. Alles smolt echter weer samen voor de derde beklimming van de Oude Kwaremont. Hier viel Alessandro Ballan aan. Filippo Pozzato, met Boonen in het wiel, kon wat later terugkeren bij Ballan. De laatste beklimming van de Paterberg werd geleid door Pozzato, gevolgd door Ballan. Boonen kon volgen tot op de top.
Het drietal werkte de laatste kilometers tot de aankomst samen. Ballan deed enkele ontsnappingspogingen in de laatste kilometers, maar werd telkens gecounterd door Boonen. Ballan trok de sprint aan van een goede 250 meter, maar werd gepasseerd door Boonen, die zo zijn derde eindzege boekte.

### Uitslag
| Ronde van Vlaanderen 2012 |                      |                           |          |
| Plaats                    | Naam                 | Ploeg                     | Tijd     |
| Winnaar                   | Tom Boonen           | Omega Pharma-Quick Step   | 6u04'33" |
| 2                         | Filippo Pozzato      | Farnese Vini–Selle Italia | z.t.     |
| 3                         | Alessandro Ballan    | BMC Racing Team           | +1"      |
| 4                         | Greg Van Avermaet    | BMC Racing Team           | +38"     |
| 5                         | Peter Sagan          | Liquigas-Cannondale       | z.t.     |
| 6                         | Niki Terpstra        | Omega Pharma-Quick Step   | z.t.     |
| 7                         | Luca Paolini         | Team Katjoesja            | z.t.     |
| 8                         | Thomas Voeckler      | Team Europcar             | z.t.     |
| 9                         | Matti Breschel       | Rabobank                  | z.t.     |
| 10                        | Sylvain Chavanel     | Omega Pharma-Quick Step   | z.t.     |
| 11                        | Grégory Rast         | RadioShack-Nissan-Trek    | z.t.     |
| 12                        | Óscar Freire         | Team Katjoesja            | z.t.     |
| 13                        | Fabio Sabatini       | Liquigas-Cannondale       | z.t.     |
| 14                        | Björn Leukemans      | Vacansoleil-DCM           | z.t.     |
| 15                        | Alexander Kristoff   | Team Katjoesja            | z.t.     |
| 16                        | Matthieu Ladagnous   | FDJ-BigMat                | z.t.     |
| 17                        | Xavier Florencio     | Team Katjoesja            | z.t.     |
| 18                        | Karsten Kroon        | Team Saxo Bank            | z.t.     |
| 19                        | Edvald Boasson Hagen | Sky ProCycling            | z.t.     |
| 20                        | Juan Antonio Flecha  | Sky ProCycling            | z.t.     |

## Vrouwen
De Ronde van Vlaanderen was bij de vrouwen aan zijn negende editie toe. De wedstrijd maakt deel uit van de wereldbeker en werd gewonnen door Judith Arndt na een sprint à deux met Kristin Armstrong.

### Rituitslag
| Plaats  | Naam                   | Ploeg                      | Tijd     |
| ------- | ---------------------- | -------------------------- | -------- |
| Winnaar | Judith Arndt           | Orica-AIS                  | 3u19'05" |
| 2       | Kristin Armstrong      | Amerikaanse selectie       | z.t.     |
| 3       | Joëlle Numainville     | Canadese selectie          | + 30"    |
| 4       | Kirsten Wild           | AA Drink-leontien.nl       | z.t.     |
| 5       | Adrie Visser           | Skil-Argos                 | z.t.     |
| 6       | Ellen van Dijk         | Specialized-lululemon      | z.t.     |
| 7       | Loes Gunnewijk         | Orica-AIS                  | z.t.     |
| 8       | Christine Majerus      | Team GSD Gestion           | z.t.     |
| 9       | Anna van der Breggen   | Sengers Ladies             | z.t.     |
| 10      | Alena Amialiusik       | BePink                     | z.t.     |
| 11      | Pauline Ferrand-Prévot | Rabobank                   | z.t.     |
| 12      | Emma Johansson         | Hitec Products             | z.t.     |
| 13      | Carmen Small           | Amerikaanse selectie       | z.t.     |
| 14      | Maaike Polspoel        | Topsport Vlaanderen-Ridley | z.t.     |
| 15      | Tiffany Cromwell       | Orica-AIS                  | z.t.     |
| 16      | Hanka Kupfernagel      | RusVelo                    | z.t.     |
| 17      | Audrey Cordon          | Vienne Futuroscope         | z.t.     |
| 18      | Tatiana Antoshina      | Rabobank                   | z.t.     |
| 19      | Rasa Leleivytė         | Vaiano-Tepso               | z.t.     |
| 20      | Amelie Rivat-Mas       | Vienne Futuroscope         | z.t.     |

1913 · 
1914 · 
1915 · 
1916 · 
1917 · 
1918 · 
1919 · 
1920 · 
1921 · 
1922 · 
1923 · 
1924 · 
1925 · 
1926 · 
1927 · 
1928 · 
1929 · 
1930 · 
1931 · 
1932 · 
1933 · 
1934 · 
1935 · 
1936 · 
1937 · 
1938 · 
1939 · 
1940 · 
1941 · 
1942 · 
1943 · 
1944 · 
1945 · 
1946 · 
1947 · 
1948 · 
1949 · 
1950 · 
1951 · 
1952 · 
1953 · 
1954 · 
1955 · 
1956 · 
1957 · 
1958 · 
1959 · 
1960 · 
1961 · 
1962 · 
1963 · 
1964 · 
1965 · 
1966 · 
1967 · 
1968 · 
1969 · 
1970 · 
1971 · 
1972 · 
1973 · 
1974 · 
1975 · 
1976 · 
1977 · 
1978 · 
1979 · 
1980 · 
1981 · 
1982 · 
1983 · 
1984 · 
1985 · 
1986 · 
1987 · 
1988 · 
1989 · 
1990 · 
1991 · 
1992 · 
1993 · 
1994 · 
1995 · 
1996 · 
1997 · 
1998 · 
1999 · 
2000 · 
2001 · 
2002 · 
2003 · 
2004 · 
2005 · 
2006 · 
2007 · 
2008 · 
2009 · 
2010 · 
2011 · 
2012 · 
2013 · 
2014 · 
2015 · 
2016 · 
2017 · 
2018 · 
2019 · 
2020 · 
2021 · 
2022 · 
2023 · 
2024
Lijst van beklimmingen
 Tour Down Under · 
 Parijs-Nice · 
 Tirreno-Adriatico · 
 Milaan-San Remo · 
 Ronde van Catalonië · 
 E3 Harelbeke · 
 Gent-Wevelgem · 
 Ronde van Vlaanderen · 
 Ronde van het Baskenland · 
 Parijs-Roubaix · 
 Amstel Gold Race · 
 Waalse Pijl · 
 Luik-Bastenaken-Luik · 
 Ronde van Romandië · 
 Ronde van Italië · 
 Critérium du Dauphiné · 
 Ronde van Zwitserland · 
 Ronde van Frankrijk · 
 Ronde van Polen · 
  Eneco Tour · 
 Clásica San Sebastián · 
 Ronde van Spanje · 
 Vattenfall Cyclassics · 
 GP Ouest France-Plouay · 
 Grote Prijs van Quebec · 
 Grote Prijs van Montreal · 
 UCI Ploegentijdrit · 
 Ronde van Lombardije · 
 Ronde van Peking